# NGC 5956
NGC 5956 је спирална галаксија у сазвежђу Змија која се налази на NGC листи објеката дубоког неба.
Деклинација објекта је + 11° 45' 1" а ректасцензија 15h 34m 58,5s. Привидна величина (магнитуда) објекта NGC 5956 износи 12,5 а фотографска магнитуда 13,2. NGC 5956 је још познат и под ознакама UGC 9908, MCG 2-40-3, CGCG 78-17, IRAS 15326+1154, PGC 55501.